# St. Maria (Hirschfelden)

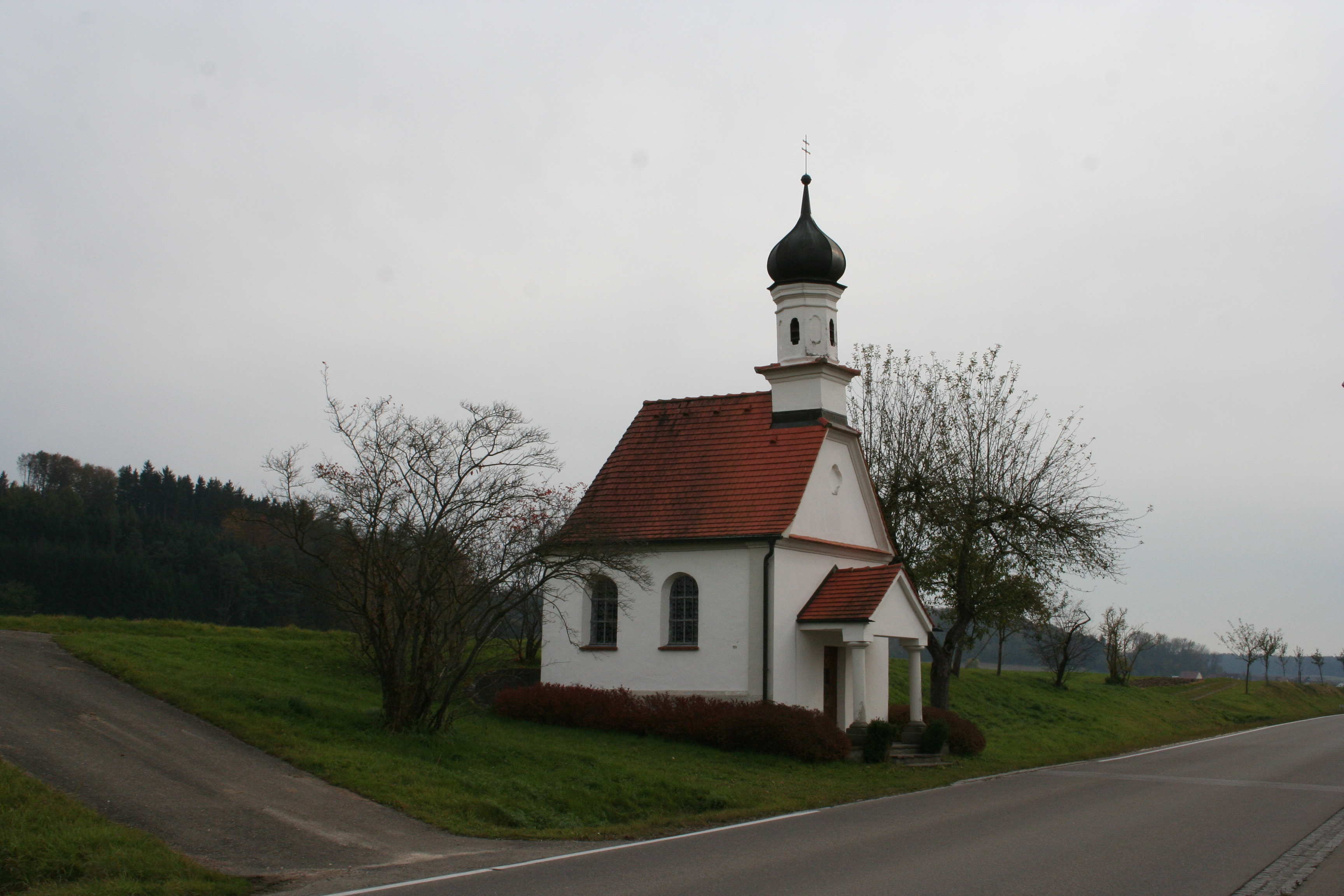
Kapelle St. Maria in Hirschfelden

Die Kapelle St. Maria in Hirschfelden wurde im Jahr 1731 erbaut. Gestiftet wurde das kleine Gotteshaus von Franziska von Bubenhofen, der damaligen Äbtissin des Edelstetter Klosters. Die Kapelle ist das einzige Gebäude des Weilers, das östlich der durch den Ort führenden Straße liegt.
Das Äußere des Gebäudes wird durch den mit einer Zwiebelhaube abgeschlossenen Dachreiter und ein Vorzeichen geprägt. Das neubarocke Deckenfresko im Inneren zeigt die Krönung Mariens durch die Dreifaltigkeit. Der schlichte aus Holz gearbeitete Altar stammt aus der ersten Hälfte des 19. Jahrhunderts. Geprägt wird der Altar durch drei Figuren – einer Muttergottes mit Kind, Johannes Evangelist und Johannes Baptist – die im 17. Jahrhundert entstanden und Christoph Rodt zugeschrieben werden. Die drei Figuren stammen aus dem Johannesaltar der Edelstetter Stiftskirche und kamen nach Hirschfelden, als um 1700 das Kloster und die Klosterkirche im Stil des Barock neu errichtet wurden.